# 多倫多火箭
多倫多火箭（英語：Toronto Rocket）是多倫多地鐵最新的鐵路通勤型列車，於2011年投入服務，由多倫多公車局（TTC）擁有及營運。此列車是當時北美唯一採“六車固定”全開放鉸接式過道配置的地鐵列車，讓乘客從車頭至車尾自由移動，而車門對上的閃燈路線圖亦是多倫多首創。列車由兩個設有駕駛室的車卡和四個沒有駕駛室的車卡組成，由龐巴迪公司的雷灣廠房製造，根據該公司Movia列車系列設計。
目前此列車只在央街－大學－士巴丹拿線運行，用來取代H4系列列車。隨著更多多倫多火箭列車投入服務，TTC旗下的H5和H6系列列車亦將告退役，而此兩系列列車改建後將售予尼日利亞拉哥斯新建的城市軌道交通系統，讓TTC彌補購入多倫多火箭列車的開支。
此系列列車在設計階段早期編號為「T35A08」，到2006年則由TTC舉行徴名比賽選出「多倫多火箭」一名。

## 付運
多倫多火箭列車原定於2009年末付運予TTC，並於2010年初投入服務。然而，由於負責安裝車門的供應商Curtis Doors宣佈破產，付運日期需押後。
TTC與龐巴迪於2006年簽署的訂單原本只包括234輛卡車（即39列列車），以取代H4和H5系列列車。TTC後於2010年增購186輛卡車（即31列列車），用以取代布魯亞－丹佛線上的H6系列列車以及迎合士巴丹拿延線項目帶來的額外客流。
2010年10月1日，首列多倫多火箭列車（編號5391-5396）運抵威爾遜車廠，並於同月14日在登士維地鐵站（Downsview，後改名為雪柏西站）對外揭幕。2011年5月初，列車首次在地鐵營運時段内試運，並於同年7月21日正式投入服務。截至2012年12月，TTC共有25-27列多倫多火箭列車提供載客服務；預料全數420輛卡車（即70列列車）將於2014年付運完畢。

## 圖片

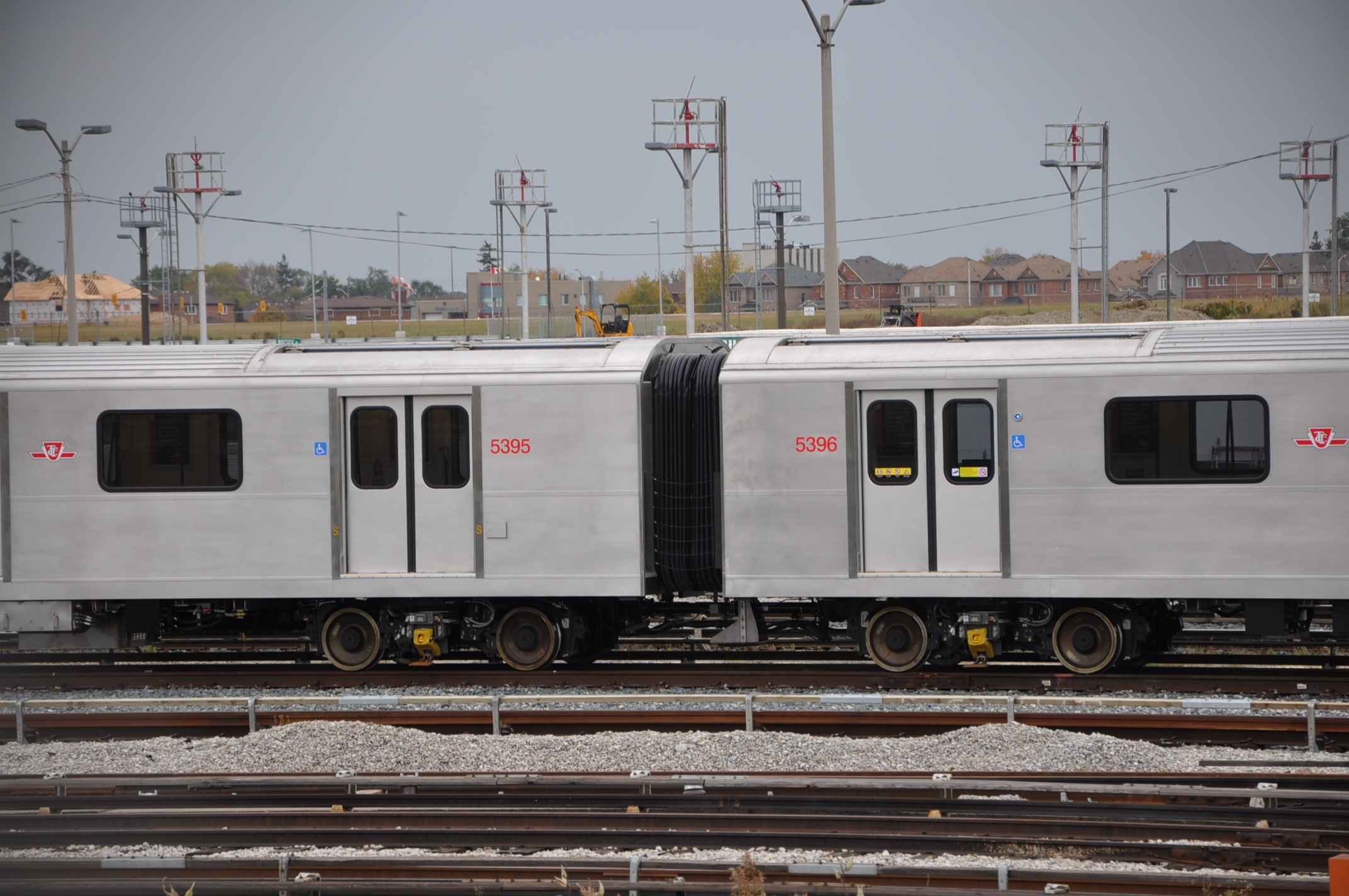
鉸接車之間
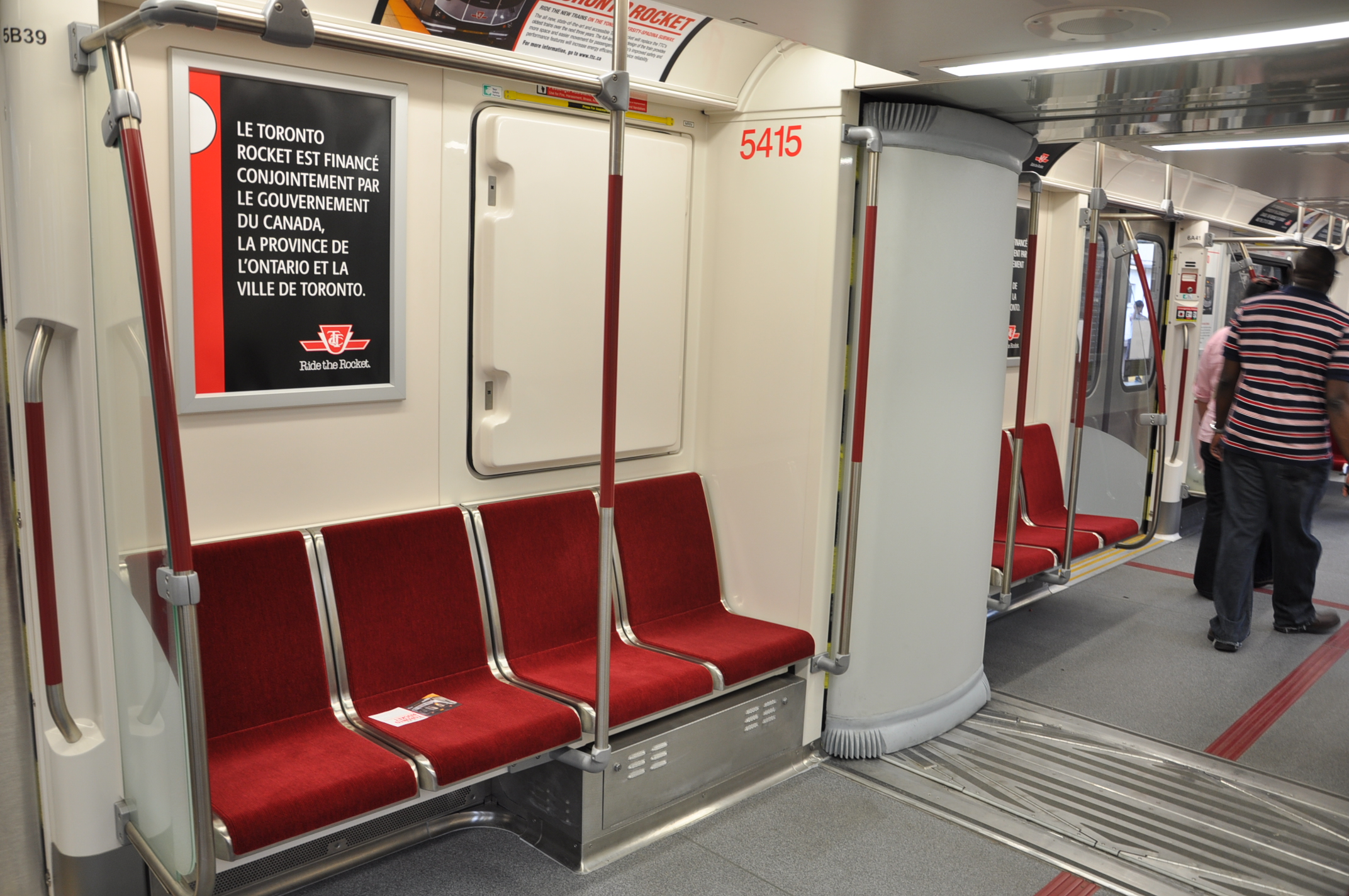
鉸接位內景
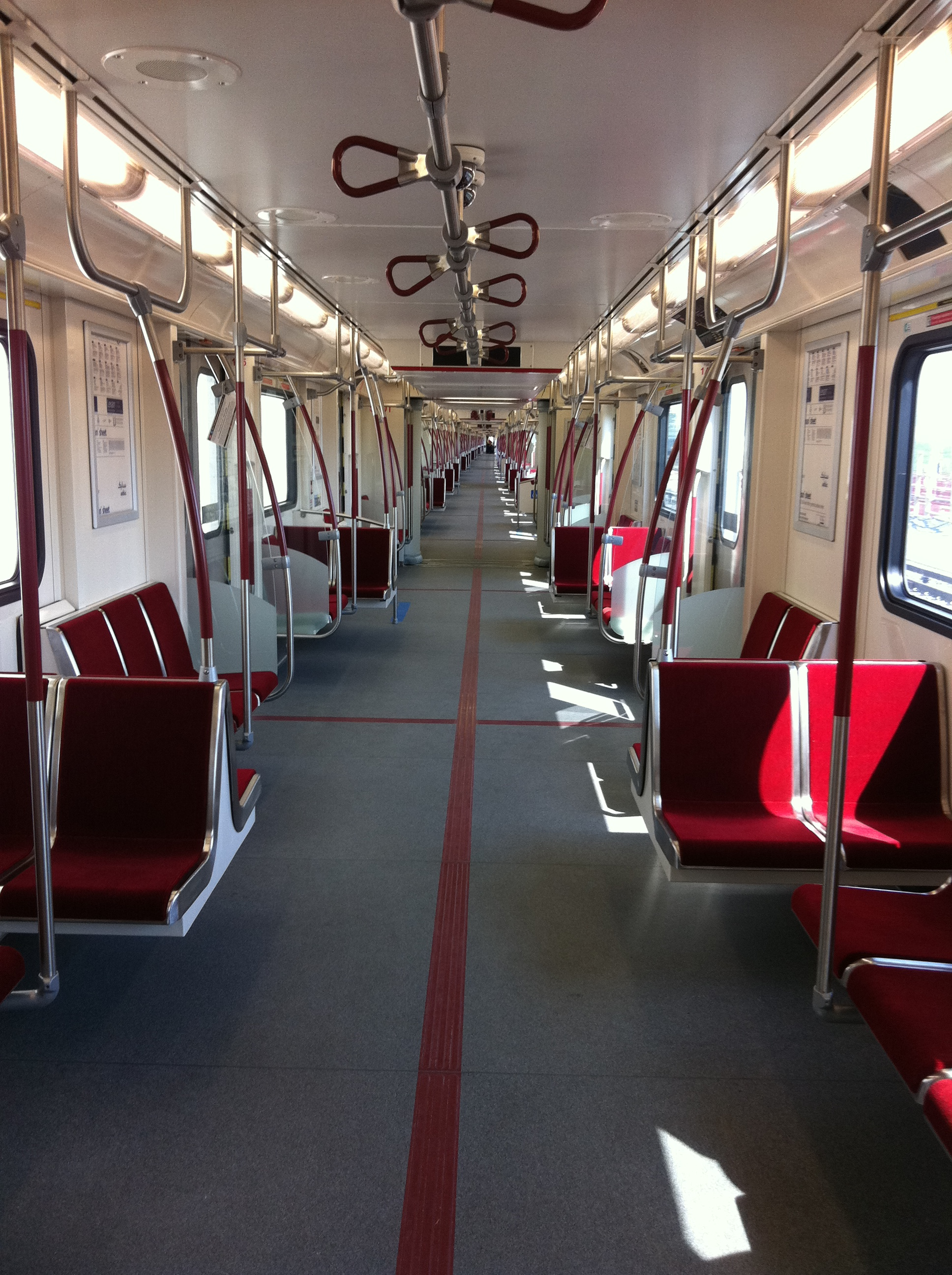
走廊過道
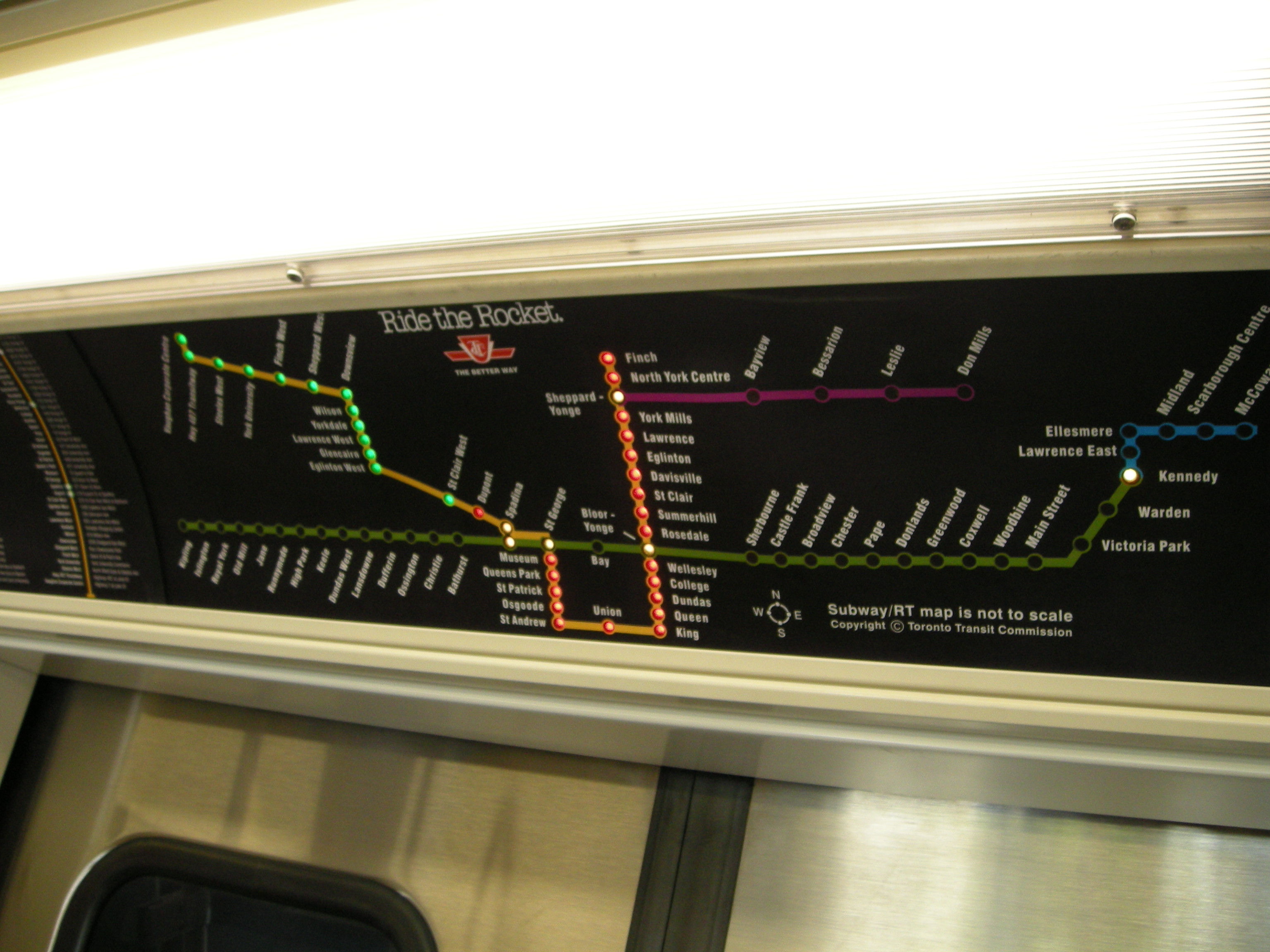
車門對上的閃燈路線圖
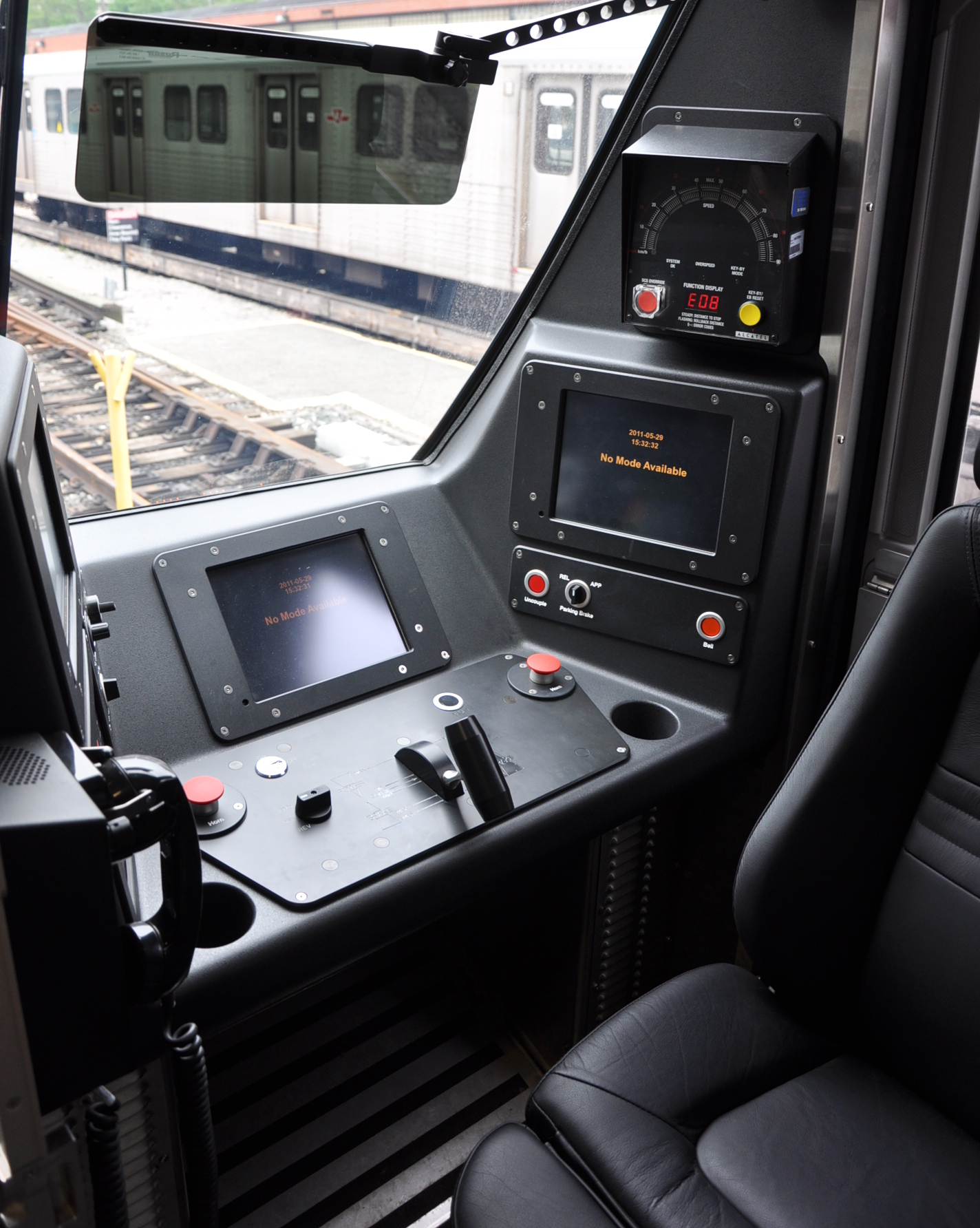
駕駛室
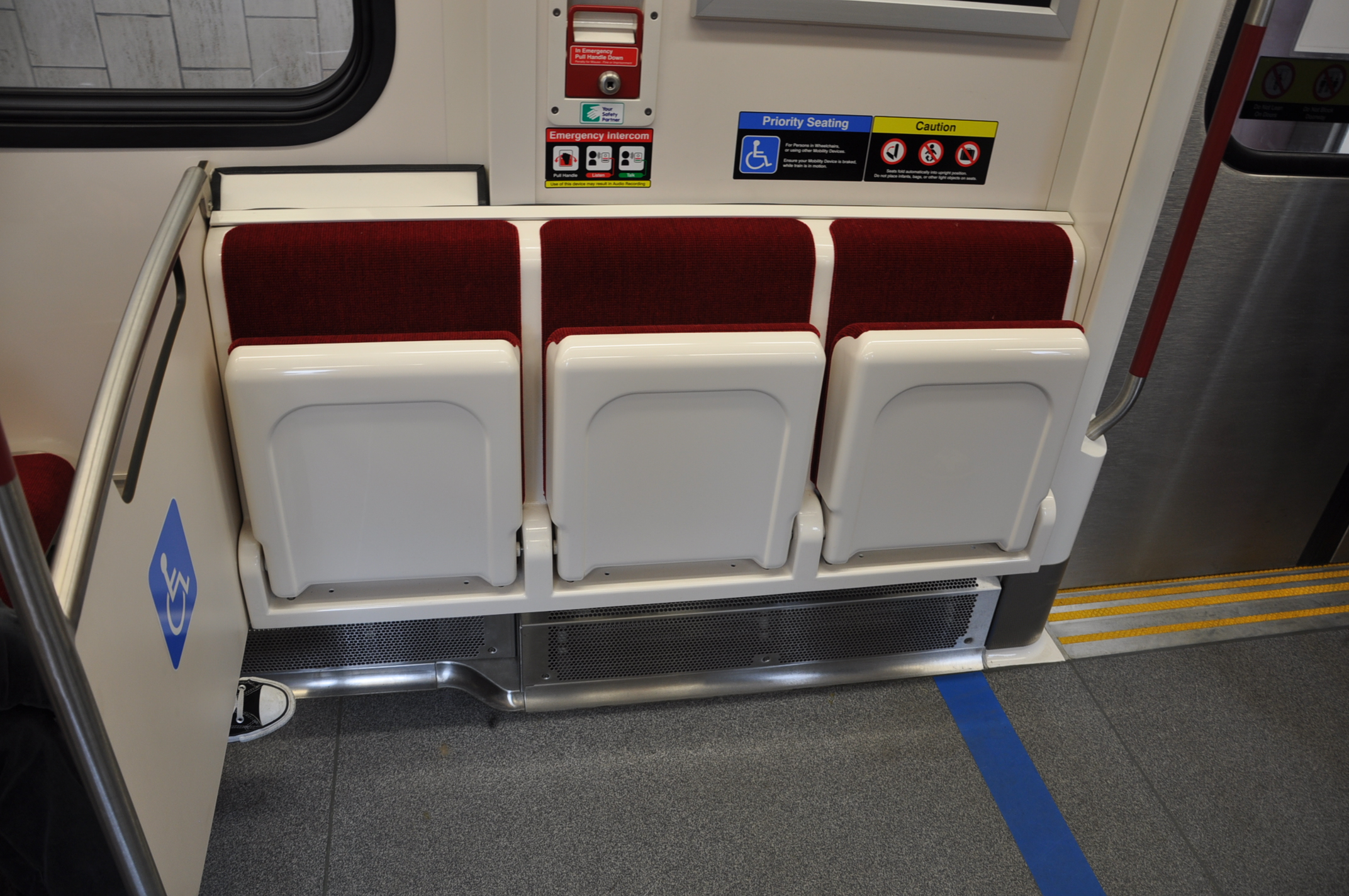
輪椅停放位置

## 外部連結
- 维基共享资源上的相關多媒體資源：多倫多火箭